# Memento (film)
Pour les articles homonymes, voir Memento.
Pour plus de détails, voir Fiche technique et Distribution.
Memento est un thriller américain sorti en 2000, réalisé par Christopher Nolan et mettant en vedette Guy Pearce, Carrie-Anne Moss et Joe Pantoliano.
Le film (dont le titre signifie « souviens-toi » en latin) alterne des scènes en noir et blanc et des scènes en couleurs, les premières suivant un ordre chronologique et les secondes montées dans un ordre chronologique inversé.
L'intrigue du film est la suivante : « Le personnage principal, Leonard Shelby, ne se souvient plus de rien dès qu'il a quitté un lieu ou un personnage. C’est pour cela qu’il a toujours avec lui un appareil photo à développement instantané, pour remplacer sa mémoire défaillante par des traces tangibles qu’il pourra décrypter plus tard, de même qu’il porte sur son corps des tatouages rappelant des phrases et des faits essentiels de sa vie. »

## Synopsis
Leonard Shelby, un homme souffrant d'une amnésie antérograde à la suite d'un traumatisme crânien, part à la recherche du meurtrier supposé de sa femme, un certain John G. Avec l'aide de Teddy et de Natalie, il retrouve sa trace et décide de se venger en le tuant.

### Présentation chronologique
Le réalisateur et scénariste Christopher Nolan a écrit son scénario selon un principe de construction original :
Le film s'ouvre sur une photographie Polaroid couleurs, secouée par une main pour activer son développement. Ce premier plan est visionné en marche arrière, l'image représentée (le cadavre de Teddy) s’efface donc petit à petit et l’on voit ensuite, toujours en marche arrière, l’assassinat de Teddy, abattu par Leonard d'une balle de pistolet. Puis le film progresse, de la dernière scène à l'avant-dernière et ainsi de suite. La fin d'une scène recouvrant à chaque fois le début de la précédente. Une narration parallèle est introduite sous forme de courtes scènes tournées en noir et blanc, suivant cette fois un déroulement chronologique normal, intercalées au montage. Ainsi, les scènes couleurs antéchronologiques s'emboîtent aux scènes noir et blanc chronologiques. Les deux narrations se raccordent à la fin du film, qui correspond au milieu de l'histoire. Le passage du noir et blanc à la couleur se fait lors du développement d'une photo Polaroid.
Toutes les scènes en couleurs correspondent à la durée maximale de rétention mémorielle de Leonard. Ainsi, à chaque nouvelle scène couleur, Leonard ne se rappelle plus les événements qui ont précédé.

### Déroulement du synopsis
En tentant de sauver sa femme, violée et asphyxiée dans leur propre salle de bain en plein milieu de la nuit, Leonard reçoit un coup à la tête et perd sa capacité à utiliser sa mémoire à court terme. Désormais, toute nouvelle information s'efface de sa mémoire au bout d'une quinzaine de minutes. « Léonard n'est pas amnésique, il se souvient de ce qui s’est passé avant la mort de sa femme, mais depuis le meurtre, il est incapable de se rappeler le passé immédiat, les souvenirs s’effacent en moins d’un quart d’heure. Il reconnaît sa voiture parce qu’il l’a prise en photo, son Polaroid ne le quitte jamais, il photographie tous ceux avec qui il est en relation et griffonne des notes pour ne pas oublier qui ils sont et quels sont ses rapports avec eux. Il s’est même fait tatouer sur le corps quelques éléments essentiels, comme le nom de celui qu’il pense être l’assassin de sa femme et qu’il veut retrouver pour la venger . »

#### Sammy Jankis
En parallèle de l'histoire principale, Leonard Shelby relate une histoire qu'il a vécue avant son incident, telle qu'il s'en souvient. Il était inspecteur pour débusquer les arnaques à l'assurance. Son premier cas délicat concernait Sammy Jankis, un homme qui, après un accident de voiture, développe également des troubles de la mémoire à court terme. Il ne se souvient donc pas de ce qu'il a fait deux minutes avant, tout comme le héros. Sammy touche de l'argent de l'assurance qui le couvrait contre un handicap physique, mais Leonard, qui rend régulièrement visite au malade, a des doutes, car il a l'impression que ce dernier le reconnaît. Il soupçonne alors une simulation, dont le but serait de toucher l'argent de l'assurance. Il demande donc une expertise, dont la conclusion est que les troubles de la mémoire de Sammy sont d'ordre psychologique, ce qui n'est pas pris en charge par l'assurance.
Quelques jours plus tard, la femme de Sammy, désespérée, rend visite à Leonard pour lui demander son avis personnel sur l'état de son mari. Leonard lui répond que son handicap n'est pas d'origine physique. Il omet cependant de lui dire clairement qu'il ne croit pas que Sammy simule pour autant (Leonard comprendra après son accident que Sammy faisait semblant de reconnaître les gens simplement pour ne pas les décevoir). La femme de Sammy étant diabétique, ce dernier doit lui faire quotidiennement des piqûres d'insuline. Afin de tester si son mari simule, et étant convaincue que son mari l'aime sincèrement et ne lui ferait jamais de mal, elle décide de le mettre à l'épreuve. Elle lui demande alors sa piqûre toutes les vingt minutes (en reculant sa montre et l'horloge d'autant à chaque fois). Sammy lui fait sa piqûre chaque fois qu'elle le lui demande, entraînant un coma dont elle ne sortira jamais. Il vit donc désormais dans une clinique, sans savoir que sa femme est morte.

#### Histoire principale
Ce paragraphe retrace l'histoire dans l'ordre chronologique, et non celui du film.
La femme de Leonard est agressée dans leur salle de bain et laissée pour morte. Leonard réussit à tuer l'agresseur au moment où il se fait lui-même assommer. Ce choc serait le début de son amnésie. Leonard est convaincu qu'il y avait un deuxième cambrioleur, celui qui l'a frappé. La police qui a enquêté a écarté cette hypothèse.
Scènes en noir et blanc : Bien plus tard, Leonard est au téléphone avec un inconnu avec qui il discute du meurtre de sa femme et du cas Sammy Jankis. L'inconnu glisse un Polaroid sous la porte de la chambre de Leonard. Ce Polaroid montre Leonard torse nu et souriant, pointant sa poitrine. Cela convainc Leonard de rencontrer l'inconnu, qui s'avère être Teddy. Il se présente comme policier et lui affirme qu'il a identifié le meurtrier de sa femme, un trafiquant de drogue nommé Jimmy auprès de qui il a réussi à se faire passer pour un fournisseur.
Leonard se rend dans une maison isolée où Teddy a organisé une transaction avec Jimmy le dealer. Persuadé par ce que lui en a dit Teddy, qu'il a affaire au meurtrier de sa femme, et malgré les dires de Jimmy qui prétend le connaître, Leonard tue le dealer. Il prend un Polaroid du corps de sa victime.
Scènes en couleurs : Leonard se met néanmoins à douter, car dans son agonie Jimmy le dealer a prononcé le nom de Sammy Jankis, ce qui prouve qu'il connaît effectivement son interlocuteur. Teddy arrive à ce moment et Leonard s'en prend à lui. Confronté au paradoxe que Jimmy ait prononcé le nom de Sammy Jankis et sous la menace, Teddy affirme à Leonard qu'il est l'un des policiers qui a travaillé sur son affaire et qu'il a cru à son histoire du deuxième cambrioleur. Il lui révèle qu'il l'a déjà aidé à retrouver et tuer ce dernier, un certain John G., un an auparavant. Il soutient que c'est lui, après la mort de John G., qui a pris le Polaroid montrant Leonard torse nu. Teddy dit qu'il était persuadé que Leonard se souviendrait de ce moment, ce qui n'est pas le cas. Il lui avoue qu'il le manipule depuis ce temps en le persuadant d'assassiner des criminels et des dealers, des John G., pour son propre profit.
Teddy prétend également que la femme de Leonard a survécu au cambriolage, que c'était elle qui était diabétique et non la femme de Sammy Jankis, que ce dernier n'était pas marié et qu'il était vraiment un simulateur démasqué par Leonard et que Leonard a décidé d'emmêler sa propre histoire à celle de Sammy Jankis. Finalement, Teddy affirme que depuis la mort du véritable John G., Leonard brouille lui-même les pistes afin de se créer un puzzle insoluble, de façon à garder sa seule raison de vivre : trouver et tuer un certain John G.
Et effectivement, Leonard décide à cet instant de se convaincre que l'assassin de sa femme est Teddy, de son vrai nom John Gammell (John G.). Sur un papier, il note le numéro d'immatriculation de la voiture de Teddy et écrit qu'il doit se le faire tatouer comme un « fait » (fact) concernant John G. Il brûle sa propre photo Polaroid prise après le meurtre de Jimmy le dealer, et il écrit comme commentaire au dos de la photo de Teddy : « Ne crois pas ses mensonges ».
Il emprunte la voiture (dont le coffre contient 200 000 dollars) et les vêtements de Jimmy en sachant pertinemment qu'il oubliera ne pas en être le vrai propriétaire (oubli). Il découvre un papier dans la veste de Jimmy, notifiant un rendez-vous dans un bar avec une certaine Natalie, qui est la petite amie de Jimmy. Ayant oublié que ce message ne lui était pas destiné, il se rend au bar. Natalie est surprise de le voir avec la voiture et les affaires de son petit ami Jimmy. Elle comprend qu'il s'est passé quelque chose, d'autant qu'elle était au courant de la transaction, que ni Jimmy ni l'argent n'ont réapparu, qu'elle a été menacée, interrogée par la police (en fait Teddy, qui s'est remis à la recherche de Leonard), et que Jimmy lui avait déjà parlé de cet amnésique (oubli). Après un test pour vérifier son amnésie, elle décide de se servir de Leonard pour se débarrasser de Dodd qui est l'associé de Jimmy et qui avait avancé les 200 000 dollars pour conclure un marché avec Teddy. Dodd pense que c'est Natalie qui détient l'argent et il la menace. Elle invite  Leonard chez elle (oubli) et lui demande d'abord de tuer Dodd. Devant son refus, elle provoque sa colère jusqu'à ce qu'il la frappe. Elle sort aussitôt et  revient quelques minutes plus tard. (oubli) Leonard ne se souvient pas de l'avoir battue, et elle n'a aucun mal à le convaincre que c'est Dodd qui vient de la battre. Elle lui donne son signalement et son adresse.
Leonard part à sa recherche. Il croise Teddy qui essaye de le persuader de quitter la ville, en raison de toutes les questions embarrassantes qui pourraient naître du fait que Leonard porte les affaires de Jimmy ; il tente aussi, à plusieurs reprises, de récupérer l'argent se trouvant dans le coffre. Mais Leonard consulte désormais systématiquement sa photo de Teddy : « Ne crois pas ses mensonges » (oubli). En conduisant, Leonard se fait par hasard arrêter par Dodd qui a reconnu la voiture. Après une course-poursuite, Leonard réussit à le distancer (oubli) et se rend chez Dodd grâce aux indications trouvées sur le papier donné par Natalie (oubli). Il croit être dans sa chambre jusqu'à ce que Dodd arrive. Leonard réussit à le maîtriser et à le ligoter dans un placard. Il appelle alors Teddy (oubli). Ils obligent Dodd à quitter la ville (oubli) puis Leonard demande des explications à Natalie, elle le manipule encore une fois (elle prétend que Dodd avait tué son compagnon). Il passe la nuit chez elle et note au dos de sa photo « elle t'aidera par compassion ». (oubli) Natalie le renseigne, pour le coup sincèrement, sur la plaque d'immatriculation de Teddy notée au début, et, grâce à ses tatouages, il en conclut que Teddy est le meurtrier de sa femme (oubli).
À la fin de l'histoire, qui correspond à la première scène du film, Leonard retourne avec Teddy à la maison où se trouve le corps du dealer Jimmy.

## Fiche technique
- Titre original et français : Memento
- Réalisation : Christopher Nolan
- Scénario : Christopher Nolan, d'après Memento mori, nouvelle de Jonathan Nolan
- Musique : David Julyan
- Décors : Patti Podesta
- Costumes : Cindy Evans
- Photographie : Wally Pfister
- Montage : Dody Dorn
- Production : Jennifer Todd (en), Suzanne Todd (en)
- Sociétés de production : Newmarket Films, Team Todd, Summit Entertainment
- Société de distribution : Newmarket Films (États-Unis), UGC Fox Distribution (France), Belga Films (Belgique)
- Budget : 9 000 000 USD[3]
- Pays de production :  États-Unis
- Langue originale : anglais
- Format : couleur / noir et blanc — 35 mm — 2,35 : 1 — son Dolby Digital
- Genre : thriller et néo-noir[4]
- Durée : 113 minutes
- Dates de sortie :
  - Mostra de Venise : 5 septembre 2000
  - France : 11 octobre 2000
  - Belgique : 31 janvier 2001
  - États-Unis : 16 mars 2001
- Classification :
  - États-Unis : R
  - France : Tous publics avec avertissement (visa d'exploitation n°100303 délivré le 11 septembre 2000)

## Distribution
- Guy Pearce (VF : Jean-Michel Fête) : Leonard Shelby
- Carrie-Anne Moss (VF : Sophie Arthuys) : Natalie
- Joe Pantoliano (VF : Hubert Drac) : Teddy
- Mark Boone Junior (VF : Pascal Casanova) : Burke
- Jorja Fox : Catharine Shelby
- Stephen Tobolowsky (VF : Daniel Kenigsberg) : Sammy Jankis
- Harriet Sansom Harris (VF : Frédérique Cantrel) : Ellen Jankis
- Callum Keith Rennie : Dodd
- Larry Holden (VF : Bruno Choël) : Jimmy Grantz
- Russ Fega (VF : Jean-Baptiste Marcenac) : le serveur
- Thomas Lennon (VF : Jean-Baptiste Marcenac) : le docteur
- Kimberly Campbell : la blonde
- Marianne Muellerleile : la tatoueuse

- Version française [5]
  - Studio de doublage : Alter Ego
  - Direction artistique : Hervé Icovic
  - Adaptation : Olivier Umhauer

Source et légende : version française (VF) sur RS Doublage

## Production

### Développement
En juillet 1996, les frères Christopher et Jonathan Nolan ont effectué un voyage de Chicago à Los Angeles (Christopher déménageait sur la côte Ouest). Durant le trajet, Jonathan se montre intéressé par l'histoire du film de son frère. Après leur arrivée à Los Angeles, Jonathan part pour Washington afin de terminer ses études universitaires. Christopher demande à Jonathan à maintes reprises de lui envoyer un premier projet, et après quelques mois, Jonathan le lui envoie. Deux mois plus tard, Christopher a l'idée de raconter le film en brouillant les pistes chronologiques et commence à travailler sur le scénario. Au même moment, Jonathan écrit une nouvelle de son côté. Les deux frères continuent à correspondre et échangent leurs versions.
La nouvelle de Jonathan, intitulée « Memento Mori », est radicalement différente du film de Christopher, même si elle en conserve les éléments essentiels. Dans la version de Jonathan, Leonard est nommé Earl et est un patient dans un établissement psychiatrique. Comme dans le film, Earl a perdu sa femme et sa mémoire à court terme lors d'une agression par un tueur anonyme. Comme Leonard, Earl utilise des pense-bêtes ainsi que des tatouages pour retrouver le tueur. Toutefois, dans la nouvelle, Earl réussit à se convaincre par ses propres notes de s'échapper de l’hôpital psychiatrique et d’assassiner le tueur de son épouse, pour se venger. Contrairement au film, il n'y a aucune ambiguïté sur le fait qu'Earl réussit à tuer l’agresseur et ainsi se venger.
En juillet 1997, la petite amie de Christopher, Emma Thomas, montre son scénario à Aaron Ryder, un des dirigeants de Newmarket Films. Ryder déclare que c'est « peut-être le script le plus innovant que j’ai jamais vu » et, peu après, Newmarket dote le réalisateur d'un budget de 4,5 millions de dollars. La préproduction dure sept semaines pendant lesquelles le lieu de tournage principal se déplace de Montréal à Los Angeles afin de créer une atmosphère plus réaliste et noire.

### Choix des interprètes
Brad Pitt a été initialement prévu pour jouer le rôle principal de Leonard. Il s'était intéressé au script, mais n'a pas pu accepter en raison d'un emploi du temps chargé. D'autres acteurs ont été envisagés, tels que Aaron Eckhart, Alec Baldwin et Thomas Jane, mais c'est Guy Pearce qui a le plus impressionné Nolan et c’est à lui que le rôle a été attribué. Pearce a été choisi en partie pour son « manque de célébrité » et son enthousiasme pour le rôle, enthousiasme attesté par un appel téléphonique personnel de Pearce à Nolan pour discuter du film.
Après avoir été impressionné par la performance de Carrie-Anne Moss dans le film de science-fiction Matrix en 1999, Jennifer Todd (en) l'a proposée pour interpréter Natalie. Tandis que Mary McCormack faisait pression pour le rôle, Nolan décida d'engager Moss en disant : « Elle a ajouté un enrichissement énorme au rôle de Natalie qui n'était pas sur la page ». Angelina Jolie, Famke Janssen et Ashley Judd furent également sollicitées pour le rôle.
Pour l'agent de police corrompu Teddy, Moss a suggéré son partenaire dans Matrix, Joe Pantoliano. Pantoliano semblait trop crapuleux pour son rôle, mais en parlant avec Nolan, ce dernier s'est dit surpris par la subtilité de l'acteur dans son travail. Avant que Pantoliano accepte le rôle, le premier choix était Denis Leary, qui a refusé.
Les autres personnages du film ont été rapidement trouvés après que les trois rôles principaux furent établis. Stephen Tobolowsky et Harriet Sansom Harris furent choisis pour jouer les rôles de Sammy Jankis et de son épouse. Mark Boone Junior a décroché le rôle de Burt, réceptionniste du motel, car Jennifer Todd aimait « son apparence et son attitude ». Il est d'ailleurs réapparu pour des rôles mineurs dans une autre réalisation de Nolan :  Batman Begins. Larry Holden joue Jimmy Grantz, trafiquant de drogue et petit ami de Natalie, tandis que Callum Keith Rennie remplit le rôle de Dodd, un gangster avide de récupérer l'argent de Jimmy. Pour compléter le casting, Jorja Fox prend le rôle de la soi-disant épouse de Leonard, et Kimberly Campbell celui d'une escort-girl.

### Tournage
Le tournage s'est déroulé du 7 septembre au 8 octobre 1999. Guy Pearce est le seul acteur à avoir été présent durant tout le tournage, alors que toutes les séquences où apparaît Carrie-Anne Moss ont été tournées dès la première semaine. Une auberge de voyage à Tujunga a été repeinte et utilisée comme décor pour les chambres de motel de Leonard et de Dodd. Les séquences du domicile de Sammy Jankis ont été tournées dans une étroite maison de banlieue à Pasadena, tandis que la maison de Natalie est située à Burbank. L'équipe de tournage avait prévu de tourner les séquences se situant dans un bâtiment à l'abandon (où Leonard tue Teddy et Jimmy) dans une construction  en briques de style espagnol appartenant à une compagnie ferroviaire. Toutefois, une semaine avant le tournage, la société a placé une rame de plusieurs douzaines de voitures devant le bâtiment, rendant impossible le tournage des plans extérieurs. Une raffinerie de pétrole près de Long Beach a été utilisée à la place, et la séquence où Leonard brûle les biens de son épouse a été filmée de l'autre côté de la raffinerie. À la fin du tournage, Guy Pearce a enregistré sa narration en voix off et le réalisateur lui a laissé carte blanche pour improviser sur les scènes en noir et blanc, afin de donner à sa voix un ton « documentaire ».

## Accueil

### Box-office
Le film rapporte 39 723 096 $ au box-office mondial (dont 25 544 867 aux États-Unis et au Canada). Il a réalisé 217 204 entrées en France, 63 789 en Belgique, 29 422 au Québec et 10 379 en Suisse.

### Accueil critique
Le film est accueilli très favorablement par la critique, recueillant 93 % de critiques positives, avec une note moyenne de 8,1/10 et sur la base de 140 critiques collectées, sur le site internet Rotten Tomatoes. Il obtient un score de 80/100, sur la base de 34 critiques, sur Metacritic. En 2008, le magazine Empire l'a classé à la 173e place dans sa liste des 500 meilleurs films de tous les temps. Il figure à la 29e place du Top 250 du classement des films de l'Internet Movie Database, basé sur les votes du public, avec une note moyenne de 8,7/10.
En France, les critiques ont également été dans l'ensemble plutôt positives. Le Journal du dimanche évoque « un film déboussolant, difficile, dont on sort anéanti et assommé. Et qu'on voit devenir culte » ; Le Nouvel Observateur parle d'un scénario « impeccable et implacable » qui « ménage des zones d'ombre à donner le vertige » ; Le Monde estime que ce « film noir intéressant » « devient passionnant » en tant qu'« étude sur la folie » ; Le Parisien situe le film « quelque part entre Usual Suspects et Sixième Sens » et lui « prédit un grand avenir ». Positif et Première délivrent des critiques plus mitigées, tous les deux se révélant respectivement agacés, malgré l'inventivité du film, par le « bavardage incessant et présomptueux sur le handicap du héros » et par « le système de narration » répétitif. Les Cahiers du cinéma délivrent une critique négative, évoquant un « souci forcené de faire original » et une « fausse bonne idée ».

## Distinctions
Sauf mention contraire, cette liste provient d'informations de l'Internet Movie Database. .

### Récompenses
- Prix du jury au Festival du cinéma américain de Deauville en 2000.
- Waldo Salt Screenwriting Award au Festival du film de Sundance en 2001.
- Saturn Award du meilleur film d'action/aventures/thriller en 2002.
- Independent Spirit Awards du meilleur film, du meilleur réalisateur, du meilleur scénario et du meilleur second rôle féminin (Carrie-Anne Moss) en 2002.
- MTV Movie Award du meilleur nouveau cinéaste (Christopher Nolan) en 2002.
- Australian Film Institute Award du meilleur scénario en 2002.
- Prix Edgar-Allan-Poe du meilleur film en 2002.
- Prix Bram-Stoker du meilleur scénario en 2002.
- Critics Choice Award du meilleur scénario en 2002.

### Nominations
- Empire Award du meilleur réalisateur en 2001.
- Oscar du meilleur scénario original en 2002.
- Oscar du meilleur montage en 2002.
- Golden Globe du meilleur scénario en 2002.
- Grand Prix de l'Union de la critique de cinéma en 2002.
- Satellite Awards du meilleur film, du meilleur réalisateur, du meilleur scénario original et du meilleur acteur (Guy Pearce) en 2002.
- Saturn Award du meilleur acteur (Guy Pearce) en 2002.
- Independent Spirit Award de la meilleure photographie en 2002.
- Australian Film Institute Awards du meilleur film et du meilleur montage en 2002.
- Critics Choice Award du meilleur film en 2002.

## Commentaires du film par Christopher Nolan
Le réalisateur a laissé au public le choix dans l'interprétation de la fin du film. La version édition limitée américaine du DVD, comprend le commentaire audio du réalisateur. Nombreuses sont les inconnues laissées au choix du spectateur : Teddy est-il policier ? Si tel est le cas, a-t-il réellement arrêté le second coupable, ou est-ce une histoire montée pour se servir du héros ? La femme de Léonard est-elle morte sur le coup ou des suites d'injection d'insuline de son mari ? Ce second coupable a-t-il même jamais existé ? On ne le voit pas, le rapport de police ne le mentionne jamais.
Tout au long du film, le public est informé que les gens profitent du handicap de Leonard et que Teddy est un menteur. Ils ont tous les éléments en main pour ne pas croire les propos de Teddy, mais le public est habitué aux retournements de situation de dernière minute.
« À ce stade du récit, le public en est à un tel point, il a une telle soif de vérité, tout comme Leonard, qu'il accepte les explications du menteur. Le public accepte ces réponses parce que c'est ce qu'il veut. C'est ce qu'il attend. On a voulu remettre ça en cause. Les gens s'accrochent à cette grammaire du cinéma, qui veut que l'on nous dévoile la vérité à la fin, alors que ce film la défie clairement  »
— Christopher Nolan, Commentaire audio DVD
D'après le réalisateur, l'histoire de Sammy n'est pas celle de Leonard ; elle a pour but de montrer les différents fonctionnements de la mémoire et, notamment, la réaction de Leonard. En tentant de manipuler les souvenirs de Leonard, Teddy s'attaque à sa mémoire à long terme, de ce qu'il a gardé du souvenir de sa femme avant son accident.

## Remakes
Le réalisateur indien A.R. Murugadoss s'est librement inspiré de Memento pour son film Ghajini, film de langue tamoule sorti en 2005. Le film a été un grand succès en Inde et A.R. Murugadoss a réalisé un remake bollywoodien de son propre film, en langue hindie, également sous le titre Ghajini. Sortie en 2008, cette autre version a aussi obtenu un grand succès en Inde.